# Quai nº 1
Quai nº 1 è una serie televisiva francese.

## Episodi
| Stagione      | Episodi | Prima TV originale | Prima TV Italia |
| ------------- | ------- | ------------------ | --------------- |
| Otto stagioni | 23      | 1997               | 2005            |